# Дэниел, Тревор
Тревор Дэниел Нейл (англ. Trevor Daniel Neill; род. 28 сентября 1994, Лос-Анджелес, США) — американский певец и композитор. Первый его трек вышел на SoundCloud в августе 2015. Он назывался «indecis».
Песня «Falling» из его дебютного мини-альбома Homesick, выпущенного в октябре 2018, стала вирусной и попала в чарты более чем в 20 странах в 2019 году. По состоянию на 1 апреля 2022, официальный клип в YouTube набрал 281 миллионов просмотров. В его дебютный студийный альбом Nicotine также включена песня «Falling».

## Ранняя жизнь
О своём детстве певец рассказывает мало. Дэниел признается, что музыка стала для него важной в его жизни ещё в детстве. Данных о том, имеет ли он музыкальное образование, нет. В подростковом возрасте он стал увлекаться рэпом и хип-хопом.

## Дискография

### Студийные альбомы
| Название | Детали                                                                                    | Высшая позиция в чартах | Высшая позиция в чартах |
| Название | Детали                                                                                    | США                     | Канада                  |
| -------- | ----------------------------------------------------------------------------------------- | ----------------------- | ----------------------- |
| Nicotine | - Выпущен: 26 марта 2020 - Лейбл: Alamo, Interscope - Формат: цифровая загрузка, стриминг | 79                      | 61                      |

### Мини-альбомы
| Название                                                                                 | Детали                                                                        | Высшая позиция в чартах | Высшая позиция в чартах |
| Название                                                                                 | Детали                                                                        | США                     | Канада                  |
| ---------------------------------------------------------------------------------------- | ----------------------------------------------------------------------------- | ----------------------- | ----------------------- |
| Homesick                                                                                 | - Релиз: 11 октября 2018 - Лейбл: Alamo - Формат: цифровая загрузка, стриминг | 64                      | 37                      |
| Restless                                                                                 | - Релиз: 22 марта 2019 - Лейбл: Alamo - Формат: цифровая загрузка, стриминг   | —                       | —                       |
| «—» обозначает запись, которая не попала в чарт или не была выпущена на этой территории. |                                                                               |                         |                         |

### Синглы

#### В качестве ведущего исполнителя
| Название                                                                | Год  | Высшая позиция в чартах | Высшая позиция в чартах | Высшая позиция в чартах | Высшая позиция в чартах | Высшая позиция в чартах | Высшая позиция в чартах | Высшая позиция в чартах | Высшая позиция в чартах | Высшая позиция в чартах | Высшая позиция в чартах | Сертификация | Альбом              |
| Название                                                                | Год  | США                     | США R&B/HH              | Австралия               | Канада                  | Франция                 | Ирландия                | Нидерланды              | Новая Зеландия          | Швейцария               | Великобритания          | Сертификация | Альбом              |
| ----------------------------------------------------------------------- | ---- | ----------------------- | ----------------------- | ----------------------- | ----------------------- | ----------------------- | ----------------------- | ----------------------- | ----------------------- | ----------------------- | ----------------------- | --- | ------------------- |
| «Youth»                                                                 | 2017 | —                       | —                       | —                       | —                       | —                       | —                       | —                       | —                       | —                       | —                       | | Внеальбомные синглы |
| «Pretend»                                                               | 2017 | —                       | —                       | —                       | —                       | —                       | —                       | —                       | —                       | —                       | —                       | | Внеальбомные синглы |
| «With You»                                                              | 2018 | —                       | —                       | —                       | —                       | —                       | —                       | —                       | —                       | —                       | —                       | | Внеальбомные синглы |
| «Mirror»                                                                | 2018 | —                       | —                       | —                       | —                       | —                       | —                       | —                       | —                       | —                       | —                       | | Внеальбомные синглы |
| «Face It»                                                               | 2018 | —                       | —                       | —                       | —                       | —                       | —                       | —                       | —                       | —                       | —                       | | Внеальбомные синглы |
| «Wake Up»                                                               | 2018 | —                       | —                       | —                       | —                       | —                       | —                       | —                       | —                       | —                       | —                       | | Внеальбомные синглы |
| «Drive»                                                                 | 2018 | —                       | —                       | —                       | —                       | —                       | —                       | —                       | —                       | —                       | —                       | | Внеальбомные синглы |
| «Falling»                                                               | 2018 | 17                      | 11                      | 13                      | 13                      | 21                      | 12                      | 11                      | 17                      | 11                      | 14                      | Список - BPI: золотой - RIAA: 2 × платиновый - BEA: золотой - SNEP: золотой - FIMI: платиновый - RMNZ: платиновый - IFPI: золотой | Homesick и Nicotine |
| «Trouble»                                                               | 2019 | —                       | —                       | —                       | —                       | —                       | —                       | —                       | —                       | —                       | —                       | | Внеальбомный сингл  |
| «Paranoid»                                                              | 2019 | —                       | —                       | —                       | —                       | —                       | —                       | —                       | —                       | —                       | —                       | | Restless            |
| «Never»                                                                 | 2019 | —                       | —                       | —                       | —                       | —                       | —                       | —                       | —                       | —                       | —                       | | Внеальбомые синглы  |
| «Forgot»                                                                | 2019 | —                       | —                       | —                       | —                       | —                       | —                       | —                       | —                       | —                       | —                       | | Внеальбомые синглы  |
| «Past Life» (соло, совместно с Селеной Гомес или при участии Lil Mosey) | 2020 | 77                      | —                       | —                       | 68                      | —                       | 89                      | —                       | —                       | —                       | —                       | Список MC: золотой | Nicotine            |
| «—» запись не попала в чарт или не была выпущена на этой территории.    |      |                         |                         |                         |                         |                         |                         |                         |                         |                         |                         | |                     |

#### В качестве приглашённого исполнителя
| Год                                                                                      | Название                                                            | Высшая позиция в чартах |
| Год                                                                                      | Название                                                            | Новая Зеландия          |
| ---------------------------------------------------------------------------------------- | ------------------------------------------------------------------- | ----------------------- |
| 2020                                                                                     | «Bitter» (Fletcher и Kito при участии Тревора Дэниела)              | 30                      |
| 2020                                                                                     | «Kill Me Better» (Don Diablo и Imanbek при участии Тревора Дэниела) | —                       |
| «—» обозначает запись, которая не попала в чарт или не была выпущена на этой территории. |                                                                     |                         |

### Гостевые участия
| Год  | Название | Другой исполнитель | Альбом                   |
| ---- | -------- | ------------------ | ------------------------ |
| 2020 | «Clown»  | Blackbear          | Everything Means Nothing |

### Комментарии
1. ↑  «Past Life» не вошёл в чарт NZ Top 40 Singles Chart, но достиг высшей позиции под номером пять в чарте NZ Hot Singles Chart.[36]